# Commune libre de Montmartre
Commune libre de Montmartre (doslovně Svobodná obec Montmartre) je spolek, vyhlášený 11. dubna 1920 a založený následujícího roku jako parodie na komunu, kterou si v meziválečném období vymysleli umělci z Montmartru, aby v této čtvrti udrželi vesnického a pospolitého ducha. Svobodná obec Montmartre má čestnou zemskou stráž. Má také archaické hasiče a vojenskou stráž složenou z granátníků. Mezi reprezentativní úřady patří také hasičský kapitán a smírčí soudce. Oficiální noviny svobodné obce Montmartre se nazývají La Vache enragée (tj. Vzteklá kráva) které vycházejí ve středu. 

## Historie

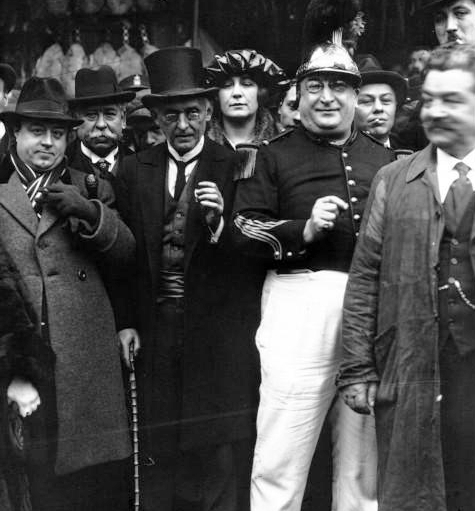
Jules Depaquit (s bambusovou holí), starosta Commune libre de Montmartre, na návštěvě Paříže v roce 1921; vlevo s pruhovanou šálou Roger Toziny.

V dubnu 1920 vytvořil návrhář Jules Depaquit, přítel Maxe Jacoba a Pierra Mac Orlana, a několik jeho kolegů včetně zpěváků Rogera Tozinyho a Maurice Hallé, Commune libre de Montmartre, parodii na obec, jejímž posláním bylo udržovat vesnický duch, sváteční duch a jistý folklór, jaký v těchto místech existoval před válkou.
Byly zorganizovány volby, ve kterých proti sobě stálo několik kandidátek, např. kubistická kandidátka s Pablem Picassem, Maxem Jacobem, Archipenkem, Ossipem Zadkinem a Jeanem Cocteauem, dadaistická listina s Francisem Picabiou, Paulem Derméem, André Bretonem a Tristanem Tzarou, a divoká kandidátka s Henri Chassinem, abstinenční kandidátka, na které zapsán nikdo, a antimrakodrapová kandidátka, kde byli Jules Depaquit, Francisque Poulbot, Julien Pavil, Roger Toziny, Fredé du Lapin Agile nebo Suzanne Valadon. Právě toto poslední uskupení zvítězilo. Jules Depaquit se stal prvním starostou svobodné obce Montmartre. Jeho prvním zástupcem byl Pierre Labric. Radnice byla v domě č. 4 na Place Constantin-Pecqueur až do roku 1928.
V roce 1924 Lemoine, majitel À la Mère Catherine založil s Pierrem Labricem druhou svobodnou komunu, Commune Libre du Vieux Montmartre.
V roce 1933 se Commune Libre du Vieux Montmartre pod záštitou svého starosty Pierra Labrica rozhodla dokončit projekt výsadby vinné révy s podporou Francisque Poulbota a Republiky Montmartre, čímž vznikla vinice na Montmartru. V roce 1934 proběhla první sklizen za přítomnosti prezidenta Francouzské republiky Alberta Lebruna a pod záštitou Fernandela a Mistinguett.
V 80. letech 20. století obě svobodné obce začaly úzce spolupracovat a společně se ostatními spolky organizovaly slavnosti a vinobraní. Commune Libre du Vieux Montmartre postupně zastavila veškerou činnost. Mimořádná valná hromada Commune Libre du Vieux Montmartre, která se sešla dne 11. ledna 2018, rozhodla o zrušení spolku a převodu jeho hmotného a nehmotného majetku na Commune Libre de Montmartre.